# 戰地中聲
《戰地中聲》是一部2003年的美國電影，講述1861年的南北戰爭，這部影片是以同名的書(Gods and Generals)作根據。
《戰地中聲》試圖將內戰早期的將士們的愛國熱忱，以及他們為同一宗教（神）的熱愛和希望都重現在銀幕上，以顯出人性溫和的一面和真正偉大的將軍的傑出領導才能。同時亦有深受士兵喜愛的三將軍：石牆傑克森（邦聯）、罗伯特·李（邦聯）、以及約書亞·張伯倫上校（聯邦）。三人有著共同的優點，就是英勇、愛自己的手足。電影中的對白很多時會關於神。
但是《戰役風雲》由於過於偏袒南方的意識形態而飽受疵議。所有南北戰爭的起因，都被這部影片避重就輕簡化為「北方要侵略南方，所以南方要保衛家鄉」；在影片之中，南方人都厚待黑奴如自己的親友，黑人願意支持邦聯，並且憤慨、進而「寬恕」北軍對南方的作戰；南軍被描寫的軍紀嚴明、將校士卒皆同心團結、將領們具有紳士風度，相對於北軍被描寫成離心離德，上位者剛愎自用、下位者軍紀敗壞，即使有少數有識之士如張伯倫等人的意見也不受重視。除了偏頗的意識形態以外，笨拙的編劇手法也是受到批評的原因之一，這部影片因此票房失敗，不過有些知名影評稱讚此片呈現戰爭場景的部分。《戰役風雲》的電影原聲帶則十分暢銷。
在本片飾演李將軍的勞勃·杜瓦，其母系祖先據稱為李將軍的後代。

## 電影內容
美國南部有數個州已經以林肯就任總統而陸續退出联邦，另成立以傑佛遜·戴維斯為「總統」的政府，而在維吉尼亞州，議員和人民都仍然等候結果，但很快結果明顯地宣告維吉尼亞州加入美利堅聯盟國。
而同時，罗伯特·李謝絕了聯邦的邀請，並以保護在維吉尼亞州的家人而當上了邦聯的總司令。聯邦很快地組織了數萬人的自願軍，揮軍進攻維吉尼亞州。

### 三戰役

#### 第一戰役（第一次馬納沙斯之役）
將軍石牆傑克森立即與一批維吉尼亞軍團趕到戰場；皮瑞·波利加德將軍的軍團正在撤退，因為北軍大砲佔領了馬修山,並阻止了波利加德將軍軍團的前進。不過傑克森的大砲立該部署好，並開始反擊。而當波利加德將軍的軍團撤退至維吉尼亞軍團附近，波利加德畢將軍向他的兄弟說，石牆傑克森就如石牆一樣屹立不倒，他的士兵就大大的得到鼓舞。
此時，北軍步兵在大砲的掩護下推進，由亞瑟康明斯上校率領之維吉尼亞33軍團的二等兵（第一排）就趴下，第二排則跪下，而眾將軍就挺胸站住，北軍首先開火，不少將軍(南方)應聲而倒，南軍們就起立開火。他們原是要等候康明斯上校的下令才可衝鋒，但他們都急於殺敵而一一自行衝鋒，亞瑟康明斯上校只得下令全線進攻。石牆傑克森在遠處看到後，就深知要訓練士兵的紀律。而亞瑟康明斯上校的33軍團亦幾乎完蛋。
北軍步兵再次在大砲的掩護下推進，石牆傑克森的第一旅就開始迎戰。雙方開火後第一旅就衝鋒殺敵，這一次十分成功，北軍被打敗，馬修山失守，大砲被搶。邦聯的第一旅有111人死亡、373人受傷失蹤。

##### 第一旅的光榮
戰後數天，石牆傑克森在一平原上與第一旅的士兵說：
各位行了萬里路，充分表現了對他人財產、權利的尊重，證明了你們不是只會打仗的士兵，也願意全心保護善良百姓......
在雪倫多亞的軍隊中，你們是第一旅；在波多馬克各的軍隊中，你們是第一旅；在第二兵團中，你們是第一旅；在你們將軍的心裏中，你們永遠是第一旅......以第一旅的身分名垂青史。
(Throughout the broad extent of the country through which you have marched, by your respects for the rights and the properties of the others, you have always shown you are soldiers, not only to defend, but able and willing both to defend and protect...
In the Army of the Shenandoah, you were the First Brigade! In the Army of the Potomac you were the First Brigade! In the Second Corps of the Army, you are the First Brigade. You are the First Brigade, in the affection of your general. And I hope by your future deeds and bearing you will be handed down the prosperity as the First Brigade, in this our Second War of Inpendence.)

#### 第二戰役（弗雷德里克堡戰役）
聯邦內部仍急需人才—將軍。一次，一位在大學任教，而且極力主張自由世界和自由法律的約書亞·張伯倫被他的學生問：如果自由與法律是共同的，我們(美國人)為什麼要容忍不自由的法律（南方的黑奴制度）？這一問就令他有一個更強烈的決心參戰。
由於連吃敗仗，聯邦決定加緊訓練士兵的紀律和新的排位方式，但張伯倫的緬因州第二十步兵團訓練不到一星期就要出戰（其實新的排位方式沒有多少用處）—在政府和傳媒的壓力下，北軍被迫發動弗雷德里克堡戰役，而南方知道消息時已經遲了數天，但李將軍等人仍率領72,500人儘快趕到弗雷德里克堡。
但因為第一次馬納沙斯之役的失敗原因是北軍分得太散，未能團結，結果被逐個打敗；而今次有最少兩個軍團在李將軍趕到前結集在弗雷德里克堡的對岸，他們要求先渡河搶佔無人防守的弗雷德里克堡，因為南軍一旦進駐，渡河將會十分困難，而且巷戰會殺害不少北軍，11萬北軍的力量亦會削弱。而且現在趁石牆傑克森不在，先搶佔弗雷德里克堡可以反過來削弱南軍的軍力，以後才可趕到的11萬北軍渡河時或會較方便安全。但同樣，在政府和傳媒的壓力下，死板的本賽拒絕了要求，使李將軍有十分充足的時間部署。至於那十萬大軍，就過了很久很久才到對岸。
弗雷德里克堡的前方是河流，北軍就會在城的前方渡河。所以南軍在岸邊用雜物築起路障，由密西西比旅進駐；弗雷德里克堡的後方是荒蕪的平地，平地的左右後三方為高地，南軍的大砲和後防都部署在那裏；南方的將軍們都認為北軍會利用人海戰術，派11萬大軍經平地作全面進攻，而不會經高地攻擊後防。於是只派了兩個軍團守候平地的一石牆後面（對抗11萬大軍的進攻）。當然北軍軍官有考慮到進攻平地的問題，但再一次在政府和傳媒的壓力下，他們依舊會經平地作全面進攻，那樣他們一旦失敗，仍可以安慰自己說「計劃是十分完善，但仍有一些不足......」，對陣亡士兵的家屬則可以只是說「他們光榮殉職」。

##### 12月11日－巷戰
1862年12月11日，北軍強行渡河失敗，就開砲轟城；人民紛紛走避，民兵則一一就位，準備用巷戰迎接北軍。至於令人關注的「奴隸」倒十分樂意幫助「主人」們走避，或是留守他們的豪華大屋。他們不是為了「自由」，而是他們和「主人」一樣並不認為自己是奴隸，可見奴隸制度是政府的奪權玩具。密西西比旅很快就擋不住北軍的攻勢，撤回弗雷德里克堡，加入巷戰；但很快巷戰結束，弗雷德里克堡被攻陷。北軍進入弗雷德里克堡後放肆搶奪白人家庭，但一聽到黑人都住豪華大屋、穿豪華衣服，都十分驚訝。

##### 12月13日至15日－荒地上的血戰
1862年12月13日，11萬大軍的進攻正式開始，來自各州的部隊都一一趕到，並陸續前往平地作戰。但他們死板的作戰方法居然是冒著槍林彈雨，向石牆跑去；然後在沒有己方大砲的掩護下整排一起向石牆後的南軍開火，再整排一起上膛，再開火......南軍就十分有效率，石牆後的南軍只有頭兩三排士兵開火，後排的只是幫前排的上膛，所以南軍可以無間斷的射擊。不少北軍相繼倒下，石牆後的南軍卻穩如泰山。
祖克上校的第一旅被打到落花流水。退回營地後，來自愛爾蘭的克萊爾穆霍蘭中校奉命率領愛爾蘭旅發動進攻。愛爾蘭士兵都戴上了插有白花酢醬草的帽子，石牆後的南軍正好是同樣來自愛爾蘭的喬治亞州愛爾蘭步兵團，他們很快認出了同胞的標誌，而且十分傷心。國內的兄弟互相動刀已經十分可惜，但連國外的兄弟都加入就更叫人悲痛。南軍一人說：他們是我們的兄弟，但他們都被命運誤導了！ (They're our brothers! They're misled to their fate!)
面對現實，南軍照開火攻擊他們最親的兄弟（有一些南軍都忍不住哭起來）。而克萊爾穆霍蘭中校則十分努力的指揮作戰，甚至站在最前，無懼敵軍的子彈。但由於傷亡太重，最後大叫：「大家自求多褔吧！」，北軍愛爾蘭旅就各自奔逃。當麻木了的南軍繼續射殺逃跑中的愛爾蘭同胞時，一個人突然拿起帽子，大叫著愛爾蘭特有的喊聲（可能是祝福之意，但絕不是歡呼），一下子全體來自愛爾蘭的南軍都叫喊起來。
下一支去「送死」的部隊是張伯倫的緬因州第20步兵團。但他們較好運，因為遍地的死屍可以作掩護。第20步兵團同樣沒有突破，但他們堅守著平地。由中午至晚上，雙方停火（沒有和平協議），第20步兵團就與張伯倫睡在死屍旁。到了第二天早上，霧還沒有散去，第20步兵團就繼續戰鬥。直到當天的晚上，他們期間沒有任何援助。終於在第三天，第20步兵團才奉命撤退。
張伯倫在戰役時曾背誦了一篇關於凱撒的文章，最後說 ：「凱撒萬歲，我們這些將死之人向你敬禮！」 (Hail Caesar! We who are about to die, salute you!)

#### 第三戰役（錢斯勒斯維爾戰役）

##### 北軍
北軍在（上述的）第二戰役中被打敗，但仍有大量的軍人願意繼續戰鬥。聯邦政府遂組織一支更強大的13萬大軍，由約瑟夫·胡克(Hooker)率領。胡克這次很有準備，他的部隊不但會守夜，而且他行軍一點也不慢。神出鬼沒的，令整個南方人心惶惶。李將軍這時亦只有6萬人，但神蹟似的山後的北軍第11軍毫無防備，石牆傑克森就決定用最強的力量去攻擊敵人的這個最弱的缺點。李將軍都十分信任石牆傑克森可以擔當此任務，讓他率領2萬多人完成這行軍，這也是石牆傑克森與他以前的很多次比較最大規模且最偉大的一次。

##### 南軍
南軍由清晨開始出發，走了近12英哩的路後，終於在下午5時到達北軍第11軍的營地附近的樹林裏。他們都已經十分疲憊，因為中途只停下來飲水一次；南軍亦數度被一些北軍發現，並互相開火攻擊，但北軍向來都弄不清南軍的意圖；尤其是石牆傑克森，他行軍極其快和神秘，北軍這一次推測是李將軍和南軍正在撤離。南軍得到命令後，一舉進攻，一支支部隊從樹林裏衝出，石牆傑克等人亦騎馬跟隨。他看到部隊中有十來個維吉尼亞軍校的學生和教師，就對手下說：「今天將會是維吉尼亞軍校揚名立萬的日子！」動物都被嚇跑了，牠們衝入第11軍的營地，第11軍的士兵沒發現到什麼危險，更認為這是打獵的大好機會。直到緊緊跟隨的南軍衝來，北軍才知道要拿起武器。
北軍並沒有立即落荒而逃，他們的防線已經被攻破。但他們仍邊打邊退，終於一個個的營地被攻佔。現在天空可快要黑漆漆的，而且南軍對當地的地形毫不認識。但石牆傑克森要求部下要持續追擊敵人，使敵人無法重組軍力，所以南軍持續追殺北軍，直到天黑。但南軍早已攻佔了三哩的路，即是他們一日走了15哩。石牆傑克森連安伯洛斯·希爾的勸告也聽不入耳，甚至派人跟隨他，確保希爾一直追擊敵人。然後石牆傑克森計劃發動夜間攻擊，但當時根本就沒有什麼夜間攻擊，而且這極大膽的計畫害死了他。
石牆傑克森與眾將軍外出巡視時，走入了北軍的營地；他們回程時刻意走另一條路，從營地的另一端返回。但一批擔心有北軍會突擊的南軍北卡羅萊納第18步兵團的士兵守候在附近，當眾將軍騎馬回軍營走過時，這批南軍在75碼外立即開火，射中了不少人；有人當場死亡，不少人受了傷，包括石牆傑克森。他中了三顆點69子彈，最後眾人冒著槍林彈雨救了他。他並沒有死去，傷口亦可以復原（要切除一隻手），但很快醫生同時發現傑克森得了肺炎，可能是併發症（現在的醫界認為傑克森有貧血，引起肺炎，但醫學不昌明的19世紀，使醫生即使醫術高明，知道傑克森得了肺炎，仍不知道如何救活他）。
傑克森的肉體不能再上戰場，但他的精神仍在南軍的心裏。他們一邊戰鬥一邊高叫「記住傑克森！」 (Remember Jackson!)，南軍最終在這錢斯勒斯維爾戰役中大敗敵人。

##### 垂暮
終於傑克森的身體愈來愈虛弱，開始神志不清；臨終時他突然瞪大眼，開口說出命令，鼓勵他的軍隊前進，猶如他正身在戰場上。最後他放鬆下來，輕輕的說： 「讓我們渡河，在樹蔭下休息吧。」 (Let us cross the river, and rest under the shade of tree.) 然後他就永遠的閉上了眼睛。
他的葬禮在維吉尼亞州舉行，而之前，在里奇蒙南軍亦為他舉行了一個極隆重的葬禮。這一種「極隆重的葬禮」後來只有林肯可以有。至於他的一隻手就被葬於戰地醫院，那塊地就成了聖地。

##### 終
傑克森死了，但他的功績大大的鼓舞了其他南方人。特別是李將軍，更決定要侵入北方，爭取英法兩國的支持，於是率軍北上。這時，北軍亦有所準備，派軍南下。雙方就在一座小城相遇，此小城就是蓋茨堡。

### 三將軍

#### 張伯倫
三人中只有約書亞·張伯倫是為黑人的自由而戰，但他最初參戰都只是為保護和幫助聯邦。張伯倫的一句說話就顯示出他並不是盲目相信自己或聯邦政府是真的為正義而戰：「戰爭開始時解救奴隸不是目標，但戰爭會改變事物......」(Freeing the slaves wasn't the war aim when this began, but war changed things...)
以戰場上的將軍的身分來說，張伯倫根本不成功，更不能說是一個英雄；但他的想法和公正卻使他得到軍隊的尊重（現在亦然）。
他曾與弟弟說：
「我們要擺脫自尊自大的態度......這數千人中，有很多都還是小孩。但每人都是母親的心肝寶貝、是某個姊妹的兄弟、是某個女兒的父親。在遙遠的家鄉他們都得到珍愛，但他們當中有不少人都回不了家......
(That's a patronizing expression from which we must free ourselves...All these thousands of men. Many of them not much more than boys. Each one of them some mother's son. Some sister's brother, some daughter's father. Each one of them a whole person, loved and cherished in some home far away. Many of them will never return... )
他們(邦聯人)都宣稱要為自己的獨立和自由而戰，我現在不會質疑他們的正直，我認為他們是錯，但我不會質疑他們。不過我質疑一個承認自己自由而否認他人自由的體制......戰爭是殘酷的，但奴隸制度也是。奴隸制度是指一群人有系統地壓迫另一群人。自創世紀起就有奴隸制。它出現在世界的每一個地方。但不代表我們可以容忍它在我們的眼前，在我們的國家存在......」
(Now, somewhere out there is the Confederacy Army. They claim they are fighting for their independence, for their freedom. Now, I cannot question their integrity. I believe they're wrong but I cannot question it. But I do question a system that defends its own freedom while it denies it to others... war is a scourge, but so is slavery. It is the systematic coercion of one group of men over another. It has been around since the Book of Genesis. It exists in every corner of the world. But that's no excuse for us to tolerate it here when we find it right before our very eyes, in our own country...)

#### 李將軍
以戰場上的將軍的身分來說，李將軍都仍算不上是一位英雄將軍。但他是為保護家園，才揮劍殺敵。他本人都不贊同奴隸制度。

#### 石牆傑克森
以戰績而言，石牆傑克森無疑是一個英雄，無人能及。他一生中參與過不少戰役，在內戰前他在攻打墨西哥而受到上級欣賞，內戰時他於（上述的）第一戰役中一舉成名。之後他多次以寡擊眾，打了不少決定性的戰役。其中他只輸了一場戰役，其成就使林肯希望活捉他。這一點在當時連李將軍和格蘭特都做不到。
石牆傑克森的部隊中大多數是由民兵組成，但他很快就把他們變成一支南北雙方最強大的軍旅。除了「石牆旅」外，有人（包括石牆傑克森）亦稱之為「維吉尼亞第一旅」，簡稱第一旅(The 1st Brigade)。這戰績輝煌的第一旅和石牆傑克森成了南方的靈魂。傑克森死後，南方的前影不再存有多少希望，南方軍民都感受到戰敗和死亡的來臨，更糟的是石牆旅已經失去了昔日的光輝和勇氣。一兩年後，從彼得斯堡之役中死裡逃生的只有200人，當中沒有一人是將軍。而北方人卻沒有因大敵的死亡而歡天喜地，他們都十分敬重這曾數次進入馬里蘭州的傑克森，甚至視之為英雄。現代的歷史學家亦一致同意，如果以戰績來說，在美國內戰中只有石牆傑克森稱得上是英雄。
在教學和政壇上，赫赫有名的石牆傑克森就顯得默默無聞。特別是在內戰之數年，當他在維吉尼亞軍校中他是學生嘲弄的對象，也是校友會的笑柄，常被暗中稱作「笨蛋湯姆」(Tom Fool)。
雖然有著非凡的勇氣，亦經歷過、見過無數的殺戮而又沒有哭出來；但石牆傑克森仍有友善溫和的一面。他曾到方戰友的家，認識了一位不足十歲的珍，使他的生活快樂了點。此後，珍有時會主動邀請傑克森去她家裏喝檸檬汁，傑克森也和她玩一會。傑克森與別人談話時說，看到小孩天真的臉才可忘記戰事的煩惱。後來珍因病逝世，傑克森「呆了一會，就突然地從營地走向田野，走了很遠後才坐在下來，然後背著其他人哭起來」。有人問為什麼他會為一個小女孩的死而哭？他不曾為朋友戰友而哭過。有人回答「不，他正為他們而哭」(No, he's crying for them)

## 南北戰爭三部曲
三部曲是指三部描写美国内战（南北战争）的小说：
- 战役风云（众神与将军） 英文原名：Gods and Generals （页面存档备份，存于）1996年出版， 作者：Jeffrey Shaara
- 第二部暂无译名，英文原名：The Killer Angels （页面存档备份，存于） 1974年出版 作者：Michael Shaara
- 第三部暂无译名， 英文原名：The Last Full Measure （页面存档备份，存于） 1998年出版 作者：Jeffrey Shaara

实际上第二部是最早出版的，其作者Michael Shaara于1988年逝世，另外的两本小说是由他的儿子Jeffrey Shaara创作的。

### 电影作品
傑克森之死為南北戰爭的第一部曲戰役風雲（2003年）的結尾，第二部曲為蓋茨堡之役 (1993年電影)。
戰役風雲（众神与将军）取自同名小说，而蓋茨堡 （页面存档备份，存于）则取自 The Killer Angels，暂时没有关于
第三部小说 The Last Full Measure 的拍摄计划。